# 長崎県道152号田平港線
長崎県道152号田平港線（ながさきけんどう152ごう たびらこうせん）は、長崎県平戸市を通る一般県道である。

## 概要
平戸市田平町山内免の平戸口桟橋から田平港入口交差点までの間約150 mを結ぶ。

### 路線データ
- 起点：長崎県平戸市田平町山内免（田平港、長崎県道230号北松公園平戸口線終点）
- 終点：長崎県平戸市田平町山内免（田平港入口交差点、国道204号交点）
- 総延長：149 m

## 歴史
1900年（明治33年）に開通した旧県道平戸佐世保線をルーツとする。平戸佐世保線は平戸港 - 田平港間の海上区間を含み、田平港で上陸すると、北松浦半島を南下して佐世保市に至る。同時に、旧県道平戸伊万里線も開通している。こちらも田平港で上陸し、平戸佐世保線とは重複せず、北松浦半島を東に進んで伊万里市に至る。したがって、この2つの県道を通しで利用する場合は、田平港前の交差点で転回を余儀なくされた。この転回を解消するために、大正年間に町割りが変更され、両県道を短絡する現在の国道ルートが竣工し、平戸伊万里線の田平港 - 短絡ルート間を村道に降格した。これにより、北松浦半島を通過する流れは短絡ルートに移り、平戸港渡航者は平戸佐世保線 - 短絡ルート交差点間に流れが統一された。
1953年（昭和28年）、新道路法によって、平戸佐世保線と平戸伊万里線は短絡ルート経由で二級国道204号に昇格し、取り残された田平港 - 交差点間の旧平戸佐世保線起点区間は、1958年（昭和33年）に一般県道152号に指定された。

## 地理

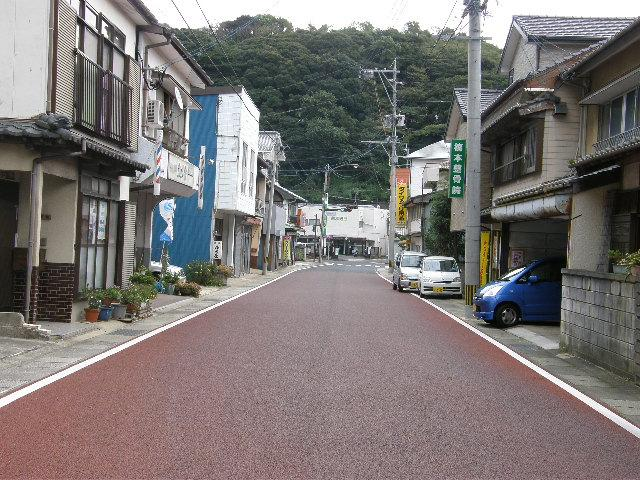
長崎県道152号田平港線の全景（平戸市田平町山内免）

### 通過する自治体
- 平戸市

### 交差する道路
| 交差する道路                  | 交差する場所 | 交差する場所            |
| ----------------------------- | ------------ | ----------------------- |
| 長崎県道230号北松公園平戸口線 | 田平町山内免 |                         |
| 国道204号 国道383号 重複      | 田平町山内免 | 田平港入口交差点 / 終点 |

### 沿線
- 平戸口桟橋ターミナル
- 北松魚市場
- 十八親和銀行田平支店